# Les Enfants du sabbat
Les Enfants du sabbat est un roman québécois, l'une des deux œuvres fantastiques d'Anne Hébert, publié en 1975.
L’Académie française le couronne du prix Roland de Jouvenel en 1976.

## Résumé
C'est un couvent de pierre, fermé comme un poing. La vie vient mourir ici, contre les grilles du cloître. Québec 1944. Les nouvelles de la guerre filtrent pourtant les jours de parloir. Mais rien ne semble pouvoir atteindre les religieuses retranchées dans leur forteresse. Et voilà que sœur Julie de la Trinité a des visions. Les images de la montagne de B... la hantent. Une cabane dans la forêt, un village au bord de la rivière, des cérémonies étranges, l'alcool et la drogue. Un homme et une femme, pleins de vie et de malice, règnent en maître sur leurs deux enfants et sur tout un territoire de campagne et de forêt. Sœur Julie, qui se prétend amnésique, est bientôt envahie et possédée de nouveau par son enfance. Elle s'identifie peu à peu à une petite fille barbouillée de mûres. Bientôt sœur Julie et la petite fille ne forment plus qu'une seule et même personne, initiée très tôt aux mystères de ce monde, et maintenant lâchée chez les dames du Précieux-Sang, pour leur plus grande perte.